# The Marketts
The Marketts fue un grupo de pop instrumental estadounidense, formado en enero de 1961 en Hollywood (California), por Michael Z. Gordon. Son más conocidos por su éxito de ventas de 1964, " Out of Limits ".

## Historia
La formación de The Marketts contó con Michael Z. Gordon y varios músicos de sesión del área de Los Ángeles, incluido el batería Hal Blaine. El nombre del grupo originalmente se deletreaba "Mar-Kets". La dirección del grupo estuvo encabezada por el productor Joe Saraceno y Michael Z. Gordon, aunque Saraceno no pudo arreglar ni tocar en ninguna de las grabaciones del grupo. Aunque la mayoría de las canciones que Gordon compuso para The Marketts fueron de estilo surf rock, la banda no tuvo un rumbo definido en cuanto a estilo. En Estados Unidos, el grupo tuvo tres sencillos en el Top 40 y publicó dos álbumes de éxito.
El sonido surfero de The Marketts comenzó con "Surfer's Stomp", que fue escrita y producida por Gordon y Saraceno. Gordon también escribió su mayor éxito, "Out of Limits", que originalmente se tituló "Outer Limits", llamado así por la serie de televisión de 1963 The Outer Limits. El sencillo alcanzó el número 3 en la lista Billboard Hot 100 en 1964. Vendió más de un millón de copias y recibió un disco de oro.

## Discografía

### Álbumes
- Surfer's Stomp (Liberty, 1962)
- The Marketts Take To Wheels (Warner Bros., 1963)
- Out of Limits! (Warner Bros., 1963)
- The Surfing Scene (Liberty, 1963)
- The Batman Theme (Warner Bros., 1966)
- Sun Power (World Pacific, 1967)
- AM-FM, Etc. (Mercury, 1973)
- Tryin' To Get That Feeling (Arista, 1975)
- Summer Means Love (Dore, 1982)